# Jennifer Ringley
Jennifer Kaye Ringley (née le 10 août 1976) est une cyber-célébrité Américaine et ancienne adepte de lifecasting. Elle est connue pour avoir créé son propre site Internet nommé JenniCam. Auparavant, les webcams en-ligne retransmettaient des images en 
temps réel prises par le biais d'une caméra ou dans une salle troyenne. Ringley, elle, a eu l'idée d'utiliser ce type de procédé pour y diffuser et partager sa vie quotidienne.

## JenniCam
Tandis que de nombreux internautes estimaient ce site comme de l'art conceptuel, Ringley, elle, considérait que ce site était un journal informatique exposant sa vie quotidienne. Elle ne souhaitait pas filtrer les contenus de sa caméra ; par conséquent, elle était souvent aperçue entièrement nue ou en train d'avoir des rapports sexuels. C'est la première fois qu'Internet était utilisé autrement en 1996, et les internautes étaient à la fois stimulés par les implications sociales et le voyeurisme. À son apogée, JenniCam avait 7 millions de connexions par jour.